# Стратклайд
Стра́тклайд, или Алт-Клут (Alt Clut), или Камбрия (Кумбрия, Cumbria) — бриттское королевство на юге современной Шотландии, существовавшее в построманский период: с начала V по начало XII века.  Занимало территорию между валом Антонина и валом Адриана.

## История
По преданию, государство Алт Клут было основано в первой половине V века Керетиком Землевладельцем, вождём кельтского племени дамнониев, федератов Римской империи. Своей резиденцией он избрал крепость Дан-Британн («Укрепление бриттов»), или Алт-Клут.
После смерти основателя Алт Клут стал дробиться на уделы вследствие кельтской традиции раздела земель вождя между его сыновьями. В конце V века южные земли и остров Мэн отделяются в отдельное государство. В начале VI века из средне-восточных территорий Алт Клуита выделяется государство Селковия. В 560 году из северо-западных владений выделяется государство Дин Эйдин.
В 598 году бритты Дин Эйдина встречаются на полях Картрайта с войсками Нортумбрии. В 638 году Нортумбрия захватывает Эдинбург, таким образом пробив дорогу к пиктам. Только к VII веку единство королевства было восстановлено, была присоединена Селковия. Бритты Алт Клута успешно противостояли экспансии англов и саксов, сами совершали набеги на пиктов и скоттов, проживавших севернее.
В VIII веке усилившиеся пикты при помощи англов Нортумбрии захватили цитадель Дан-Британн, после чего более столетия королевство бриттов не упоминалось в хрониках. В 870 году в связи с захватом викингами Дан-Британна и убийством короля Артгала оно вновь упоминается под именем Стратклайд. Далее упадок Стратклайда продолжался, он стал уделом королевства Альба (будущей Шотландии). В этот период он часто упоминается под латинизированным именем Камбрия (Кумбрия).
Альба окончательно подчинила себе Стратклайд в 1018 году. Последним суверенным правителем Камбрии был Давид I.

## Короли Дин Эйдина
- Клидно ап Кинвелин (560—597), сын Кинвелина, сына Думнагуала I
- Кинан ап Клидно (VII век)